# ペット2
『ペット2』（原題：The Secret Life of Pets 2）は、2019年に公開されたアメリカ合衆国の3Dコンピューターアニメーション・コメディ映画で、2016年の『ペット』の続編。製作はイルミネーション、監督はクリス・ルノー、共同監督はジョナサン・デル・ヴァル、脚本はブライアン・リンチ。
声の出演として、前作よりエリック・ストーンストリート、ケヴィン・ハート、ジェニー・スレイト、エリー・ケンパー、レイク・ベル、ダナ・カーヴィ、ハンニバル・バーエス、ボビー・モイニハン、ルノーが続投し、新たにパットン・オズワルト（ルイ・C・Kの後任）、ティファニー・ハディッシュ、ニック・クロール、ハリソン・フォードが出演。フォードはキャリア初のアニメーション作品への声の出演となった。

## あらすじ
マックスにとって子供は悪魔のような存在だった。そんな中、マックスと相棒デュークの飼い主であるケイティは、チャックと出会い、やがて結婚した2人はケイティのアパートに移り住み、リアムという子供を授かる。しかし赤ん坊のリアムは犬に遠慮なく接するため、マックスにとって相手をするのは一苦労だった。リアムが成長し、歩いたり喋ったりするようになると状況は一変。リアムの犬に対する接し方が上手くなったため、マックスも愛されていると感じるように心境が変化する。それ以来マックスは、リアムが怪我をしたり危険な目に合ったりしないよう守る役目を負うようになる。リアムの安全を心配するあまり、ストレスで自分を掻く癖ができたマックスの事を心配したケイティは、彼を動物病院に連れて行き、マックスの首には自分を掻かないようにエリザベスカラーを付けられるのだった。
前作にも登場したほかのペットたちは、それぞれの家庭で飼い主と幸せに生活している。一方、悪の親玉として活動していたスノーボールも今ではモリーのペットになっており、キャプテン・スノーボールという名前で飼い主と楽しく遊んでいた。
ある日ケイティー達とチャックの叔父の農場へ家族旅行に行く事になったマックスは、ギジェットに、お気に入りのおもちゃのボールを預けて旅行に出発する。農場に到着したマックスはデュークと散歩をしていると、そこに暮らす牧羊犬のルースターと知り合う。リアムの側を片時も離れずに心配をするマックスが、その様子を見ていたルースターから世界をそこまで怖がらなくてもいいと教わっていた。
同じ頃、マックスのお気に入りのおもちゃのボールを預かったギジェットは、うっかりボールを落としてしてしまい、ボールは沢山の猫が住む猫屋敷の家へと転がっていってしまうのだった。ボールを取り戻すには猫だと思われなければいけないと考えたギジェットは、友人の猫クロエの元に行き、猫の様になる猫トレーニングを受けるのだった。ハムスターのノーマンと一緒に猫に変身したギジェットは、猫屋敷へと入って行き、そこに住む猫達と打ち解けると、マックスのボールを取り戻す事に成功するのだった。
新しい飼い主の少女モリーの元でスーパーヒーローの様に着飾らされ、自分が本当のスーパーヒーローだと勘違しているウサギのスノーボールは、デイジーから悪徳サーカスの団長セルゲイに捕らわれているホワイトタイガーの赤ちゃんフーを助けて欲しいと依頼される。この依頼を快く受け、スーパーヒーローの服に着替えたスノーボールはデイジーと共にサーカスへ侵入し、フーが捕らわれているケージを発見する。セルゲイに忠実に支えるオオカミたちと格闘し、フーを解放する事に成功したスノーボールとデイジーは、彼の住処としてマックスのアパートに連れて行くのだった。その頃、セルゲイはフーがいなくなったとに気づき、加えて檻の近くにはデイジーが置いてきた花が残されていた。セルゲイはフーを取り戻す為、オオカミ達を放つ。
仲良くなったルースターにお別れを言い、ケイティ達と一緒に農場を後にしたマックスとデュークは、帰宅するとリアムの部屋にフーを発見する。マックスはリアムの安全のため、フーをスノーボールと一緒に出て行かせるが、その後、彼らの家の近くまでフーを探しに来ていたセルゲイとオオカミ達が彼らを見つけ出し、建物の屋上までおいつめられる。そこにセルゲイがやってきてフーを捕獲。阻止しようとしたデイジーまで捕まった。仲間が連れ去られたことを受けて、マックスたちは再び取り返すべく後を追いかる。ペット達は2匹を助け出すため、セルゲイの悪徳サーカス団の列車に乗り込み、セルゲイ、オオカミたち、セルゲイの猿リトル・セルゲイと格闘しながらデイジーとフーを助け出す事に成功する。
その後、フーは猫屋敷の猫達の飼い主に引き取られ、戦いを終えたスノーボールは帰路につきらモリーに王女のような姿に仮装させられつつ楽しそうに遊ぶ。マックスとデュークは、ケイティたちと一緒にリアムのはじめての幼稚園登校を見送る。ケイティ、チャックは不安により泣いていたものの、マックスはリアムなら大丈夫だろうと確信していた。リアムはマックスたちとハグを交わし、行ってきますを告るのだった。

## キャラクター
マックス（Max）
少々気が小さいジャック・ラッセル・テリア。心配性な性格でリアムが怪我をしたり危険な目に合ったりしないよう守る役目を負う。ストレスでエリザベスカラーを付けられてしまう。
デューク（Duke）
ニューファンドランドの雑種。マックスと一緒に暮らしており、助けが必要な時はいつもそばで支える良き相棒。
ケイティ（Katie）
マックスとデュークの飼い主。チャックと結婚し、リアムを授かる。
クロエ（Chloe）
食欲はあるが気はない冷淡な太ったグレーのトラネコ。
ルースター（Rooster）
厳格でジョークが通じない牧羊犬のウェルシュ・シープドッグ。マックスの成長を手助けする。
デイジー（Daisy）
スノーボールにフーを助けて欲しいと依頼しに来たシーズー。見た目は可愛いが、負けん気が強い。
スノーボール（Snowball）
飼い主に捨てられた白いウサギ。今ではモリーのペットになっており、キャプテン・スノーボールとしてフーを助けるため奮闘する。
ギジェット（Gidget）
愛しのマックスのためにいつも全力投球する白い毛並みが特徴のポメラニアン。
ポップス（Pops）
後ろ足が麻痺した高齢のバセット・ハウンド。飼い主がタイニーを飼いだしたことにより、教育係として”子犬の学校”の先生をするようになった。
バディ（Buddy）
のんびり屋のダックスフント。
メル（Mel）
活発な性格のパグ。
ノーマン（Norman）
おてんばな性格のモルモット。ギジェットとともにマックスのおもちゃのボールを取り返しに行く。
セルゲイ（Sergei）
悪徳サーカス団の団長。
チャック（Chuck）
ケイティと出会い、同居の後結婚。自身の叔父の農場へケイティーやマックスたちを連れていく。
リアム（Liam）
ケイティとチャックの息子。
猫おばさん（cat lady）
ギジェットの住むマンションの下の階住人で、部屋の中は沢山の猫が住む猫屋敷となっている。
モリー（Molly）
スノーボールの新たな飼い主の少女。スノーボールにスーパーヒーローのパジャマを着せている。
ピクルス（Pickles）
ポップスが先生をしている”子犬の学校”の生徒であるブルドッグ。
プリンセス（Princess）
ポップスが先生をしている”子犬の学校”の生徒であるグレーの毛並みをしたプードル。
タイニー（Tiny）
ポップスの飼い主が新たに飼いだしたバセット・ハウンド。”子犬の学校”の生徒でもある。
スイートピー（Sweetpea）
緑と黄色のセキセイインコ。
コットン（Cotton）
檻から逃げ出した子羊。崖から落ちそうだったところをマックスに助けられる。
怯える犬、痩せ猫、ハムスター、心配犬、感嘆猫
マックスが連れてこられた病院の待合室にいた動物たち。

## キャスト
| 役名           | 声優                         | 声優                   |
| 役名           | 原語版                       | 日本語吹替             |
| -------------- | ---------------------------- | ---------------------- |
| マックス       | パットン・オズワルト         | 設楽統（バナナマン）   |
| デューク       | エリック・ストーンストリート | 日村勇紀（バナナマン） |
| ケイティ       | エリー・ケンパー             | 佐藤栞里               |
| クロエ         | レイク・ベル                 | 永作博美               |
| ルースター     | ハリソン・フォード           | 内藤剛志               |
| デイジー       | ティファニー・ハディッシュ   | 伊藤沙莉               |
| スノーボール   | ケヴィン・ハート             | 中尾隆聖               |
| ギジェット     | ジェニー・スレイト           | 沢城みゆき             |
| ポップス       | ダナ・カーヴィ               | 銀河万丈               |
| バディ         | ハンニバル・バレス           | 青山穣                 |
| メル           | ボビー・モイニハン           | かぬか光明             |
| ノーマン       | クリス・ルノー               | 梶裕貴                 |
| セルゲイ       | ニック・クロール             | 宮野真守               |
| チャック       | ピート・ホームズ             | 木村昴                 |
| リアム         | ヘンリー・リンチ             | 井上一輝               |
| 猫おばさん     | メレディス・サレンジャー     | 京田尚子               |
| モリー         | カイリー・ルノー             | 松井暁波               |
| シェップ       |                              | 遠藤純一               |
| 首領オオカミ   | マイケル・ビーティー         | 髙木俊                 |
| ピクルス       | タラ・ストロング             | 川井田夏海             |
| スイートピー   | タラ・ストロング             |                        |
| プリンセス     | ジェシカ・ディ・シコ         | 南條愛乃               |
| タイニー       | ジェシカ・ディ・シコ         | 藤原夏海               |
| コットン       | ショーン・ジアンブローネ     | 須田祐介               |
| クロエの飼い主 |                              | 神代知衣               |
| モリーの父親   |                              | 落合弘治               |
| 怯える犬       |                              | 斎藤寛仁               |
| 痩せ猫         |                              | 佐藤せつじ             |
| ハムスター     | ガース・ジェニングス         | こばたけまさふみ       |
| 心配性の犬     |                              | 金城大和               |
| ヤミー         |                              | 廣田悠美               |
| 美少女ウサギ   |                              | 山田唯菜               |
| 感嘆猫         |                              | 小若和郁那             |

## 日本語版制作スタッフ
- 翻訳 - 中村久世
- 演出 - 宇出喜美
- 音楽演出 - 市之瀬洋一、Diggy-MO’
- 日本語版制作 - 株式会社ニュージャパンフィルム

## 製作
2016年8月2日、ユニバーサル・ピクチャーズとイルミネーションは、2016年のアニメーション映画『ペット』の続編と、監督のクリス・ルノーと脚本のブライアン・リンチの続投を発表した。クリス・メレダンドリとジャネット・ヒーリーが製作を務める。
2017年11月、ルイ・C・Kが5人の女性にセクハラ行為を行ったという報道を受け、前作の役を降板となったことが報じられた。2018年4月、C・Kの後任としてマックスをパットン・オズワルトが務めることと、ハート、ストーンストリート、スレイト、ケンパー、ベル、カーヴィ、バーエス、モイニハンが前作の役を続投することが報じられた。また新たにティファニー・ハディッシュ、ニック・クロール、ハリソン・フォード、ピート・ホームズがキャスティングされた。

## 公開
本作はアメリカ合衆国で2019年6月7日にユニバーサル・ピクチャーズより公開。当初の公開予定日は2018年7月13日で 、次に2019年7月3日の予定となっていた。イギリスでは1週早い2019年5月27日に公開された。

### マーケティング
公開までに、マックス、クロエ、スノーボール、デイジー、ギジェット、ルースターのそれぞれのキャラクターをフィーチャーした複数のトレーラーが公開された。ペットの日（National Pet Day）の2019年4月11日、最初の公式フルトレーラーが公開された。

## 映像ソフト
2019年12月4日、映像ソフトが発売。収録ディスク内容に応じて2エディションが用意され、同日にレンタルも開始された。
4K ULTRA HD＋Blu-rayセット（2枚組）
品番はGNXF-2520、価格は￥5,990（税抜）。UHD BD本編ディスクの音声は英語ドルビーアトモス、日本語ドルビーデジタル5.1chが収録される。字幕は英語と日本語の2種類。16：9ビスタサイズ。映像特典としてミニ・ムービー（ミニオンのキャンプで爆笑大バトル / スーパー・ギジェットのラブラブ救出作戦 / ミニ・ムービー メイキング）、未公開シーン、尻尾が織りなすタペストリー、ペットの描き方、パラパラ漫画の描き方、キャラクターを語る、ペットと私、キャプテン・スノーボールのさらなる冒険、働くペットたち、パーティしよう！、ペットマッサージの極意、ケヴィンの子犬教室、プロダクション・ペット、ペットモニター、リリック・ビデオ（｢パンダ」リリック・ビデオ / ｢イッツ・ゴナ・ビー・ア・ラブリー・デイ」リリック・ビデオ）を収録。
BD本編ディスクの音声・字幕はUHD BDと同様。映像特典としてットと私、働くペットたち、ペットマッサージの極意、プロダクション・ペットを除く同様のものが収録される。
ブルーレイ＋DVDセット（2枚組）
品番はGNXF-2519、価格は￥3,990（税抜）。BD本編ディスクの映像・音声・映像特典の内容は同上。
DVD本編の音声は英語・日本語共にドルビーデジタル5.1ch、字幕はBDと同じく英語と日本語の2種類。映像特典は収録されない。

## テレビ放映
| 回数 | 放送日        | 放送時間      | 放送局     | 放送枠           | 放送分数 | 平均世帯 視聴率 | 備考           | 出典   |
| ---- | ------------- | ------------- | ---------- | ---------------- | -------- | --------------- | -------------- | ------ |
| 1    | 2023年4月29日 | 21:00 - 23:10 | フジテレビ | 土曜プレミアム   | 130分    | 3.6%            |                |        |
| 2    | 2025年9月5日  | 21:00 - 22:54 | 日本テレビ | 金曜ロードショー | 114分    |                 | 本編ノーカット | [ 19 ] |

視聴率はいずれもビデオリサーチ調べ、関東地区・世帯平均・リアルタイム。

### 予告編
- 『ペット2』マックス編トレーラー - YouTube
- 『ペット2』クロエ編トレーラー - YouTube
- 『ペット2』日本オリジナル特報 - YouTube
- 『ペット2』スノーボール編トレーラー - YouTube
- 『ペット2』ギジェット編トレーラー - YouTube
- 『ペット2』本予告 - YouTube